# 刈谷市立朝日小学校
刈谷市立朝日小学校（かりやしりつ あさひしょうがっこう）は、愛知県刈谷市野田町陣戸池151番地に所在する市立小学校。

## 歴史
1987年（昭和62年）に刈谷市立双葉小学校と刈谷市立東刈谷小学校から分離独立して開校した。1988年（昭和63年）に開校した刈谷市立朝日中学校に隣接している。
2011年（平成23年）12月から愛知県が所有する施設へのネーミングライツの導入が積極的に進められる中で、2012年（平成24年）11月には角文が朝日小学校西歩道橋のパートナーとなり、契約期間3年間でKAKUBUN歩道橋という愛称が付けられた。

## 年表
- 1987年（昭和62年）4月1日  - 刈谷市立双葉小学校と刈谷市立東刈谷小学校から分離独立して刈谷市立朝日小学校が開校。
- 1987年（昭和62年）4月28日 - 校章制定。
- 1988年（昭和63年）2月1日  - 校歌制定。
- 1988年（昭和63年）4月28日 - 校旗完成。

## 部活動
運動部
- サッカー部
- バスケットボール部

文化部
- 金管バンド部